# Interaktiver Film
Interaktive Filme (engl. interactive movie) bilden ein Computerspielgenre, bei dem die Spielszenen gänzlich aus Full Motion Video bestehen, entweder als Trickfilm oder als Realfilm. Der Ausdruck wird auch benutzt, um Spiele – meistens Computer-Rollenspiele – zu bezeichnen, die auf Kosten des Gameplays ein starkes Gewicht auf die Zwischensequenzen und den Plot legen.

## Entstehung und Geschichte
Das Genre entstand mit der Einführung der Laserdisc und der dazugehörigen Abspielgeräte, die als erste Video-Abspielgeräte wahlfreien Zugriff boten. Dadurch, dass ein Laserdisc-Player jederzeit zu jedem beliebigen Kapitel der Disc springen konnte (statt sie linear von Anfang bis Ende abzuspielen wie das Band einer Videokassette), konnten Spiele mit sich verzweigenden Handlungsfäden aus Videokapiteln konstruiert werden, ähnlich wie in einem Spielbuch je nach gewählter Entscheidung von Seite zu Seite gesprungen wird.
Interaktive Filme wurden somit mit realen Darstellern gefilmt (später auch mit 3D-Modellen gerendert) und folgten grundsätzlich einem festgelegten Verlauf der Handlung. Alternative Szenen wurden gefilmt, um nach falschen (oder alternativ erlaubten) Entscheidungen des Spielers ausgelöst zu werden (beispielsweise „Game Over“-Szenen).
Ein früher Versuch, Video mit Computerspielen zu verknüpfen, war Rollercoaster, geschrieben in BASIC für den Apple II von David Lubar im Auftrag von David H. Ahl, Herausgeber des Magazins Creative Computing. Es handelte sich um ein Textadventure, das auf einen Laserdisc-Player die Wiedergabe von Ausschnitten des Kinofilms Achterbahn (Rollercoaster, 1977) auslösen konnte. Das Programm wurde 1981 geschrieben und in der Januar-Ausgabe 1982 von Creative Computing veröffentlicht. Zugleich erschienen ein Artikel von Lubar, in dem die Entstehung des Spieles beschrieben wurde, und ein Artikel von Ahl, der Rollercoaster als erste Kombination von Video und Computerspiel bezeichnete und eine Theorie der Video/Computer-Interaktivität vorschlug.
Das erste kommerzielle interaktive Film-Spiel war das Arcade-Spiel Dragon’s Lair im Jahre 1983, dessen Grundlage ein Full-Motion-Trickfilm des zuvor bei Disney angestellten Animators Don Bluth bildete. In diesem Spiel konnte der Spieler einige Entscheidungen der Hauptfigur bestimmen. Wenn sie sich in Gefahr befand, hatte der Spieler zu entscheiden, welche Bewegung oder Aktion oder Kombination gewählt werden sollte. Wenn er sich falsch entschied, wurde ihm jeweils eine „ein Leben verloren“-Szene gezeigt, bis er den richtigen Weg gefunden hatte, der es ihm erlaubte, den Rest der Geschichte zu sehen. In Dragon’s Lair gab es nur eine erfolgreiche Storyline; die Interaktivität für den Spieler bestand nur daraus, zu erraten, welche Entscheidung die Designer jeweils als die richtige vorgesehen hatten. Trotz dieses Mangels an Interaktivität war Dragon’s Lair sehr populär.
Die Hardware für diese Spiele bestand aus einem Laserdisc-Player, der mit einem Prozessor verbunden war, dessen Interfacesoftware jedem der Knöpfe des Gamecontrollers an jedem Entscheidungspunkt eine Kapitel-Sprungfunktion zuwies. Vergleichbar den Anweisungen in einem Spielbuch der Art „Wenn du nach links gehst, lies weiter auf Seite 7. Wenn du nach rechts gehst, lies weiter auf Seite 8“, war der Controller für Spiele wie Dragon’s Lair oder Cliff Hanger so programmiert, dass das nächste Kapitel in der Geschichte gewählt wurde, wenn der Spieler den richtigen Knopf drückte, oder das Todeskapitel, wenn es der falsche war. Da die damaligen Laserdisc-Player nicht robust genug für die ständige Beanspruchung durch Arcade-Nutzung waren, mussten sie häufig ersetzt werden. Die Laserdiscs mit den Filmszenen waren gewöhnliche Laserdiscs ohne besondere Eigenschaften, abgesehen von der Ordnung der Kapitel, und konnten in jedem normalen Laserdisc-Player abgespielt werden. Sie sind heutzutage begehrte Sammelstücke.
Mehrere interaktive Filmspiele auf der Basis von Laserdiscs benutzten das Format von Dragon’s Lair, wobei es gewisse Variationen gab. Space Ace, im Jahr darauf von der gleichen Firma mit dem gleichen Animator produziert, fügte der Formel verzweigende Pfade hinzu, so dass es an gewissen Stellen im Trickfilm mehrere „richtige Entscheidungen“ gab, und die Entscheidung des Spielers die Anordnung der späteren Szenen beeinflusste. Da Dragon’s Lair und Space Ace äußerst populär waren, folgte ihnen eine Flut von Nachfolgern und ähnlichen Spielen, obwohl die Animation astronomisch teuer war. Um die Kosten zu reduzieren, bauten mehrere Firmen Szenen aus Animes, die dem damaligen amerikanischen Publikum weitgehend unbekannt waren, zu Spielen zusammen. So entstanden Spiele wie Cliff Hanger (mit Szenen aus den Lupin-III-Filmen Das Schloss des Cagliostro und Mystery of Mamo) und Bega’s Battle (mit Szenen aus Harmagedon).
Anfang der 1990er produzierte American Laser Games zahlreiche Realfilm-Lightgun-Laserdisc-Spiele, die sehr ähnlich wie die früheren Spiele gespielt wurden, jedoch eine Lightgun benutzten, um den Ablauf zu beeinflussen (Mad Dog McCree). Gegenüber den zeichentrickartigen Konkurrenten stach die filmische deutlich hervor und versprach eine neue Form von Realismus, die sich nicht bewahrheiten sollte, zu diesem Zeitpunkt jedoch über spielerische und inszenatorische Schwäche hinwegsehen ließ.
Als CD-ROM-Laufwerke in Personal Computern aufkamen, galten Realfilm-Spiele mit Schauspielern als sehr zeitgemäß. Zu den interaktiven Filmen, die in dieser Zeit entstanden, gehören die (im Gegensatz zu Dragon’s Lair als Adventures angesehenen) Spiele Sherlock Holmes: Consulting Detective, Tex Murphy, Phantasmagoria oder Gabriel Knight. Im Genre der Actionspiele erschienen unter anderem Braindead 13 und Star Wars: Rebel Assault. Vor allem die Weltraum-Flugsimulation Wing Commander setzte in den Serienablegern Privateer 2, Wing Commander 3, Wing Commander 4 und Wing Commander: Prophecy neben den Kampfmissionen auf Realkulissen und filmische Zwischensequenzen, um die Schauplätze zu inszenieren und Handlung voranzutreiben.
Durch die beschränkte Speicherkapazität und den großen Zeitaufwand sowie die hohen Kosten der Produktion wurden jeweils nur wenige Varianten und alternative Szenen für mögliche Entscheidungen des Spielers gefilmt, was dazu führte, dass die Spiele dazu neigten, nicht viel Freiheit und Abwechslung im Gameplay zu bieten. Nachdem sie einmal durchgespielt waren, fehlte es daher an Motivation für wiederholtes Spielen.
Aus diesen Gründen und durch die Verfügbarkeit der sehr viel flexibleren 3D-Grafik waren interaktive Filme schnell vergessen. Ihr Vermächtnis findet sich in Form der Full-Motion-Video-Zwischensequenzen, die in vielen Computerspielen zu sehen waren. Es ist auch anzumerken, dass die Spezifikation des DVD-Formats in den späten 1990ern die Fähigkeit, interaktive Spiele wie Dragon’s Lair (bzw. derartige Spiele als Bonusmaterial auf Film-DVDs) zu spielen, enthielt. Dragon’s Lair wurde auf DVD wiederveröffentlicht. Solche Spiele wurden auch auf DVDs wie Harry Potter und der Feuerkelch für jüngere Zielgruppen veröffentlicht.
Der Begriff „interaktiver Film“ fand auch beim 2005 erschienenen Adventure Fahrenheit von Quantic Dream Verwendung, sowie bei deren nachfolgenden Projekten Heavy Rain (2010), Beyond: Two Souls (2013) und Detroit: Become Human (2018). Bei diesen Spielen steht die Handlung und das Erleben der Geschichte im Vordergrund, während die Rätsel eine untergeordnete Rolle spielen. Dafür haben die Handlungen des Spielers aktiv Einfluss auf die Erzählung und den Ausgang des Spiels. Ab Beyond: Two Souls empfand Quantic Dream die Hauptfiguren per Motion Capturing realen Schauspielern nach, z. B. Elliot Page und Willem Dafoe. Beyond: Two Souls ist neben L.A. Noire und Late Shift das einzige Videospiel, welches auf einem Filmfestival vorgestellt wurde. 
Einen ähnlichen Ansatz verfolgte Telltale Games mit seiner Adventure-Produktion The Walking Dead, dessen Konzept vom Studio vielfach kopiert und auf andere Produktionen übertragen wurde. Es sah vor, dass der Spieler in gewissen Schlüsselszenen Entscheidungen treffen musste, die Einfluss auf die Erzählung und teilweise auch die Nachfolger ausübten. Auch bei Telltale rückten – in einer Mischung aus interaktivem Film und Choose Your Own Adventure – Rätselelemente zugunsten der Narrative weitgehend in den Hintergrund. Nach dem Erfolg von The Walking Dead verpasste das Studio jedoch, sein Konzept weiterzuentwickeln und überließ die Weiterentwicklung anderen Mitbewerbern. Stattdessen veröffentlichte Dontnod Entertainment im Jahr 2015 mit Life Is Strange einen eigenen Titel im Genre der interaktiven Filme. Die positive Resonanz der Fangemeinde führte zu der Veröffentlichung der Vorgeschichte Life Is Strange: Before the Storm, des Nachfolgers Life Is Strange 2 und dem dazugehörigen Prolog The Awesome Adventures of Captain Spirit. Netflix veröffentlichte im Jahr 2018 den interaktiven Film Bandersnatch.